# Accord suspendu

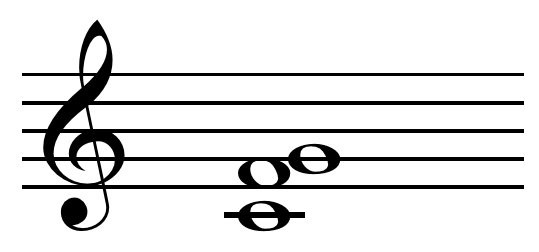
Accord suspendu en do

En musique, un accord suspendu est un accord de 3 notes dans lequel la tierce est omise, remplacée généralement par une quarte (= sus 4) ou par une seconde (= sus 2) . Sans la tierce, la tension entre la quarte et la quinte, ou la seconde et la basse fondamentale, crée une dissonance, l'absence de tierce supprimant le mode.
Les accords suspendus peuvent être utilisés, par exemple, pour annoncer avec couleur un changement de tonalité. 